# سیارک ۵۴۴۶
سیارک ۵۴۴۶ (به انگلیسی: 5446 Heyler، نامگذاری:1991PB13) پنج هزار و چهارصد و چهل و ششمین سیارک کشف شده‌است که در ۵ اوت ۱۹۹۱ کشف شد.
قدر مطلق سیارک برابر ۱۱٫۹۰ است.